# Lars Alexandersson
Lars Alexandersson (ラース・アレクサンダーソン?, Rāsu Arekusandāson) è un personaggio immaginario della celebre serie videoludica di combattimento Tekken. Lars viene introdotto inizialmente nel videogioco Tekken 6: Bloodline Rebellion e successivamente in Tekken 6, dov'è uno dei personaggi comprimari della storia.

## Apparizioni

### Tekken 6
La Mishima Zaibatsu grazie al suo corpo speciale, la Tekken Force terrorizzò il mondo con le sue incursioni belliche che rovesciarono i governi delle varie nazioni bersagliandoli con dei colpi di stato. La G Corporation non restò inerme e si mise in luce opponendosi in prima linea con inevitabili conflitti in tutto il mondo. La mente che stava dietro questi colpi di stato era Lars Alexandersson.
Lars è un giovane e brillante ufficiale della Tekken Force con impareggiabili abilità strategiche e fisiche. Anche dopo la sua promozione continuò spesso ad intervenire di persona nelle battaglie. Il suo valore militare lo ha reso molto popolare fra i suoi subordinati. Lars è il figlio illegittimo di Heihachi Mishima e l'unico a saperlo è egli stesso e nemmeno Heihachi è infatti a conoscenza di questo. Durante la sua avventura sarà affiancato dall'androide Alisa Boskonovitch, che troverà ed attiverà all'inizio di essa.
Nel corso del combattimento contro Kazuya Mishima, Lars non imprigiona il fratellastro, forse perché ha prevalso quel piccolo legame di sangue nella sua mente, ed anche quando Jin Kazama (ipotetico nipote) sacrifica la sua vita per il bene mondiale, Lars cerca di rincorrerlo e salvarlo, prima che cada nella voragine creatasi, presso l'entrata del sacro Tempio dedicato ad Azazel, e ciò sta a dimostrare che Lars, dentro di sé, inconsciamente, avverte qualche legame verso i suoi ipotetici parenti.
Nel suo finale, i membri della Tekken Force attaccano la G-Corporation. Inizialmente in difficoltà, i primi vengono aiutati da Lars che si precipita sui nemici della Tekken Force, sconfiggendoli uno a uno fino a provocare un'esplosione. Tuttavia questo finale è visibile solamente nella versione PSP del gioco.

### Altre apparizioni
Lars appare come personaggio giocabile in Street Fighter X Tekken.
Il suo costume extra è stato creato da Masashi Kishimoto, per questo Lars è presente anche nel videogioco Naruto Shippuden: Ultimate Ninja Storm 2.
In questo titolo dispone di due diverse tecniche che può utilizzare durante i combattimenti:
- 10-Hit Combo è una tecnica utilizzata da Lars Alexandersson e consiste nel colpire il nemico a pugni per poi lanciarlo in aria, colpirlo con un attacco di fulmine, saltargli sopra e alla fine colpirlo allo stomaco.
- Zeus è una tecnica di Lars e consiste nel lanciare il nemico in aria con un attacco di fulmine.